# Malva, Zamora
Malva là một đô thị trong tỉnh Zamora, Castile và León, Tây Ban Nha.